# Anna DeForge
Anna Louise DeForge (ur. 14 kwietnia 1976  w Iron Mountain) – amerykańska koszykarka występująca na pozycji rzucającej.
Zadebiutowała w zespole Detroit Shock. Po trzyletniej przerwie zaczęła grać dla zespołu Phoenix Mercury (2003-05 r.), z którego w 2006 r. przeszła do Indiana Fever, w 2008 roku grała w Minnesota Lynx, a w 2009 roku wystąpiła w 7 meczach ponownie w drużynie Detroit Shock.
DeForge nie doczekała się powołania do kadry Stanów Zjednoczonych, więc przyjęła obywatelstwo Czarnogóry. Nie grała w eliminacjach Mistrzostw Europy 2011, ale w turnieju finałowym już wystąpiła, będąc jedną z najlepszych zawodniczek zespołu i całych mistrzostw, notując średnio 13,4 punktów w meczu.

## PLKK
- 2005/06 TS Wisła Can-Pack Kraków ( Polska):

Anna w debiutanckim roku w PLKK będąc podstawową zawodniczką swojego zespołu zanotowała średnią 16.1 punktu na mecz.
Dzięki znakomitej grze w rundzie zasadniczej i play off DeForge otrzymała tytuł MVP całego sezonu rozgrywek PLKK.
- 2006/07 TS Wisła Can-Pack Kraków ( Polska):

W tym roku lekka kontuzja pleców wyłączyła Annę z gry w kilku meczach, ale i to nie przeszkodziło Jej uzyskać dobry wynik, 14,6 punktów na mecz. Gra w PLKK tak jej się spodobała, że przedłużyła kontrakt z Wisłą Can-Pack o kolejne dwa lata.
- 2007/08 TS Wisła Can-Pack Kraków ( Polska):

W statystykach średnich Anna uzyskała 10,4 punktów na mecz. Rozegrała łącznie 35 spotkań (34 razy wychodząc w podstawowej piątce), grając średnio po 27:12 minut. W ostatnim meczu finałowym na 4 sekundy przed końcem rzuciła 4 punkty dające Wiśle Can-Pack remis i dogrywkę, którą Wisła wygrała zdobywając Mistrzostwo Polski.
Anna z zespołem Wisły Can-Pack zdobyła łącznie 3 tytuły Mistrza Polski. 04.08.2008 Towarzystwo Sportowe Wisła rozwiązało z zawodniczką kontrakt.

## Osiągnięcia
Na podstawie, o ile nie zaznaczono inaczej.
NCAA
- Uczestniczka:
  - II rundy turnieju NCAA (1998)
  - turnieju NCAA (1996, 1998)

Drużynowe
- Mistrzyni:
  - Polski (2006, 2007, 2008)
  - NWBL (2004)
  - Czech (2013)
- Wicemistrzyni Eurocup (2012)
- Brązowa medalistka mistrzostw Turcji (2012)
- Zdobywczyni pucharu Polski (2006)
- Finalistka:
  - pucharu:
    - Polski (2007, 2008)
    - Czech (2013)

  - Superpucharu Polski (2007)

Indywidualne
- MVP:
  - NWBL (2004)
  - PLKK (2006)
  - finałów PLKK (2006)
  - pucharu Polski (2006, 2007)[5][6]
- Uczestniczka meczu gwiazd:
  - WNBA (2004 - The Game at Radio City, 2007)
  - Euroligi (2006)
- Liderka:
  - strzelczyń NWBL (2004)
  - sezonu regularnego PLKK  w przechwytach (2006)

Reprezentacja
- Uczestniczka mistrzostw Europy (2011 – 6. miejsce, 2013 – 10. miejsce)

## Euroliga koszykarek
- W sezonie 2005/06 występowała w polskim zespole TS Wisła Can-Pack Kraków, w którym uzyskała średnio 18,8 punktów na mecz. Dzięki takiemu wynikowi była sklasyfikowana na drugim miejscu wśród najlepiej punktujących Euroligi.
- W sezonie 2006/07 także występując w zespole TS Wisła Can-Pack Kraków, uzyskała średnio 18,9 punktów na mecz i została sklasyfikowana na trzecim miejscu wśród najlepiej punktujących Euroligi.

Internauci wybrali Annę do zespołu reszty świata w meczu gwiazd Euroligi Kobiet. W wygranym meczu przeciwko reprezentantkom Europy,wśród których grała Polka Agnieszka Bibrzycka, zdobyła 10 punktów i 4 zbiórki.
- W sezonie 2007/08 także występując w zespole TS Wisła Can-Pack Kraków, uzyskała średnio 13,1 punktów na mecz.